# Coupe d'Angleterre de football 1997-1998
Navigation
Coupe d'Angleterre 1996-1997 Coupe d'Angleterre 1998-1999
La Coupe d'Angleterre de football 1997-1998 est la 117e édition de la Coupe d'Angleterre de football. Arsenal remporte sa septième Coupe d'Angleterre de football au détriment de Newcastle United sur le score de 2-0 au cours d'une finale jouée dans l'enceinte du stade de Wembley à Londres.

## Quatrième tour
|                                       | Équipe 1                | Score | Équipe 2                | Date            |
| ------------------------------------- | ----------------------- | ----- | ----------------------- | --------------- |
| 1                                     | Aston Villa             | 4–0   | West Bromwich Albion    | 24 janvier 1998 |
| 2                                     | Sheffield Wednesday     | 0–3   | Blackburn Rovers        | 26 janvier 1998 |
| 3                                     | Middlesbrough           | 1–2   | Arsenal                 | 24 janvier 1998 |
| 4                                     | Ipswich Town            | 1–1   | Sheffield United        | 24 janvier 1998 |
| rejoué                                | Sheffield United        | 1–0   | Ipswich Town            | 3 février 1998  |
| 5                                     | Tranmere Rovers         | 1–0   | Sunderland              | 24 janvier 1998 |
| 6                                     | Tottenham Hotspur       | 1–1   | Barnsley                | 24 janvier 1998 |
| rejoué                                | Barnsley                | 3–1   | Tottenham Hotspur       | 4 février 1998  |
| 7                                     | Manchester City         | 1–2   | West Ham United         | 25 janvier 1998 |
| 8                                     | Coventry City           | 2–0   | Derby County            | 24 janvier 1998 |
| 9                                     | Manchester United       | 5–1   | Walsall                 | 24 janvier 1998 |
| 10                                    | Crystal Palace          | 3–0   | Leicester City          | 24 janvier 1998 |
| 11                                    | Huddersfield Town       | 0–1   | Wimbledon               | 24 janvier 1998 |
| 12                                    | Cardiff City            | 1–1   | Reading                 | 24 janvier 1998 |
| rejoué                                | Reading                 | 1–1   | Cardiff City            | 3 février 1998  |
| Reading s'impose 4–3 aux tirs au but. |                         |       |                         |                 |
| 13                                    | Charlton Athletic       | 1–1   | Wolverhampton Wanderers | 24 janvier 1998 |
| rejoué                                | Wolverhampton Wanderers | 3–0   | Charlton Athletic       | 3 février 1998  |
| 14                                    | Leeds United            | 2–0   | Grimsby Town            | 24 janvier 1998 |
| 15                                    | Birmingham City         | 2–1   | Stockport County        | 24 janvier 1998 |
| 16                                    | Stevenage Borough       | 1–1   | Newcastle United        | 25 janvier 1998 |
| rejoué                                | Newcastle United        | 2–1   | Stevenage Borough       | 4 février 1998  |

## Cinquième tour
|                                               | Équipe 1                | Score | Équipe 2                | Date            |
| --------------------------------------------- | ----------------------- | ----- | ----------------------- | --------------- |
| 1                                             | Aston Villa             | 0–1   | Coventry City           | 14 février 1998 |
| 2                                             | Sheffield United        | 1–0   | Reading                 | 13 février 1998 |
| 3                                             | Newcastle United        | 1–0   | Tranmere Rovers         | 14 février 1998 |
| 4                                             | West Ham United         | 2–2   | Blackburn Rovers        | 14 février 1998 |
| rejoué                                        | Blackburn Rovers        | 1–1   | West Ham United         | 25 février 1998 |
| West Ham United s'impose 5–4 aux tirs au but. |                         |       |                         |                 |
| 5                                             | Manchester United       | 1–1   | Barnsley                | 15 février 1998 |
| rejoué                                        | Barnsley                | 3–2   | Manchester United       | 25 février 1998 |
| 6                                             | Wimbledon               | 1–1   | Wolverhampton Wanderers | 14 février 1998 |
| rejoué                                        | Wolverhampton Wanderers | 2–1   | Wimbledon               | 25 février 1998 |
| 7                                             | Arsenal                 | 0–0   | Crystal Palace          | 15 février 1998 |
| rejoué                                        | Crystal Palace          | 1–2   | Arsenal                 | 25 février 1998 |
| 8                                             | Leeds United            | 3–2   | Birmingham City         | 14 février 1998 |

## Quarts de finale
| 8 mars 1998 | Newcastle United                     | 3 – 1 | Barnsley    | St James' Park, Newcastle                    |                                              |
| 17:30       | Ketsbaia 16e · Speed 27e · Batty 90e |       | Liddell 57e | Spectateurs : 36 695 Arbitrage : Neale Barry | Spectateurs : 36 695 Arbitrage : Neale Barry |

| 7 mars 1998 | Coventry          | 1 – 1 | Sheffield United | Highfield Road, Coventry                    |                                             |
| 15:00       | Dublin 32e (pen.) |       | Marcelo 45e      | Spectateurs : 23 084 Arbitrage : Steve Dunn | Spectateurs : 23 084 Arbitrage : Steve Dunn |

Match rejoué
| 17 mars 1998 | Sheffield United | 1 – 1 | Coventry   | Bramall Lane, Sheffield                     |                                             |
| 19:45        | Holdsworth 89e   |       | Telfer 10e | Spectateurs : 29 034 Arbitrage : Steve Dunn | Spectateurs : 29 034 Arbitrage : Steve Dunn |

Sheffield United s'impose 3–1 aux tirs au but.
| 7 mars 1998 | Leeds United | 0 – 1 | Wolves      | Ewood Park, Blackburn                        |                                              |
| 15:00       |              |       | Goodman 82e | Spectateurs : 27 743 Arbitrage : Paul Durkin | Spectateurs : 27 743 Arbitrage : Paul Durkin |

| 8 mars 1998 | Arsenal             | 1 – 1 | West Ham       | Highbury, Londres                          |                                            |
| 15:00       | Bergkamp 26e (pen.) |       | Ian Pearce 12e | Spectateurs : 38 077 Arbitrage : Mike Reed | Spectateurs : 38 077 Arbitrage : Mike Reed |

Match rejoué
| 17 mars 1998 | West Ham    | 1 – 1 | Arsenal               | Upton Park, West Ham, Londres              |                                            |
| 19:45        | Hartson 81e |       | Anelka 45e · Bergkamp | Spectateurs : 35 519 Arbitrage : Mike Reed | Spectateurs : 35 519 Arbitrage : Mike Reed |

Arsenal s'impose 4–3 aux tirs au but.

## Demi-finales
| 5 avril 1998 16:00 BST | Wolves | 0 – 1 | Arsenal  | Villa Park, Aston Villa                    |                                            |
| 12:00                  |        |       | Wreh 12e | Arbitrage : Stephen Lodge (West Yorkshire) | Arbitrage : Stephen Lodge (West Yorkshire) |

| 6 avril 1998 | Newcastle United | 1 – 0 | Sheffield United | Old Trafford, Manchester |                      |
| 17:30        | Shearer 60e      |       |                  | Spectateurs : 53 452     | Spectateurs : 53 452 |

## Finale
| Titulaires : |  |
| |  |
| 1 David Seaman · 2 Lee Dixon · 6 Tony Adams (c) · 14 Martin Keown · 3 Nigel Winterburn · 15 Ray Parlour · 4 Patrick Vieira · 17 Emmanuel Petit · 11 Marc Overmars · 12 Christopher Wreh 62e · 9 Nicolas Anelka · |  |
| Remplaçants : |  |
| 13 Alex Manninger · 5 Steve Bould · 7 David Platt 62e · 18 Gilles Grimandi · 8 Ian Wright · |  |
| Entraîneur : |  |
| Arsène Wenger |  |

| Titulaires : |  |
| |  |
| 1 Shay Given · 2 Warren Barton 76e · 6 Steve Howey · 34 Nikos Dabizas · 12 Stuart Pearce 73e · 7 Robert Lee (c) · 4 David Batty · 11 Gary Speed · 23 Alessandro Pistone · 14 Temuri Ketsbaia 86e · 9 Alan Shearer · |  |
| Remplaçants : |  |
| 15 Shaka Hislop · 19 Steve Watson 76e · 10 John Barnes 86e · 27 Philippe Albert · 40 Andreas Andersson 73e · |  |
| Entraîneur : |  |
| Kenny Dalglish |  |

| Titulaires : |  |
| |  |
| 1 David Seaman · 2 Lee Dixon · 6 Tony Adams (c) · 14 Martin Keown · 3 Nigel Winterburn · 15 Ray Parlour · 4 Patrick Vieira · 17 Emmanuel Petit · 11 Marc Overmars · 12 Christopher Wreh 62e · 9 Nicolas Anelka · |  |
| Remplaçants : |  |
| 13 Alex Manninger · 5 Steve Bould · 7 David Platt 62e · 18 Gilles Grimandi · 8 Ian Wright · |  |
| Entraîneur : |  |
| Arsène Wenger |  |

| Titulaires : |  |
| |  |
| 1 Shay Given · 2 Warren Barton 76e · 6 Steve Howey · 34 Nikos Dabizas · 12 Stuart Pearce 73e · 7 Robert Lee (c) · 4 David Batty · 11 Gary Speed · 23 Alessandro Pistone · 14 Temuri Ketsbaia 86e · 9 Alan Shearer · |  |
| Remplaçants : |  |
| 15 Shaka Hislop · 19 Steve Watson 76e · 10 John Barnes 86e · 27 Philippe Albert · 40 Andreas Andersson 73e · |  |
| Entraîneur : |  |
| Kenny Dalglish |  |

| Arsenal | Newcastle United |